# Список Героев Советского Союза (Котов — Краснов)
В настоящем списке представлены в алфавитном порядке все Герои Советского Союза, чьи фамилии начинаются с буквы «К» (всего 1760 человек, из которых 22 удостоены звания дважды и один — И. Н. Кожедуб — трижды). Список содержит даты Указов Президиума Верховного Совета СССР о присвоении звания, информацию о роде войск, должности и воинском звании Героев на дату представления к присвоению звания Героя Советского Союза, годах их жизни.
Ударения в фамилиях Героев приведены по книге «Герои Советского Союза: Краткий биографический словарь / Пред. ред. коллегии И. Н. Шкадов. — М.: Воениздат, 1987. — Т. 1 /Абаев — Любичев/. — 911 с. — 100 000 экз. — ISBN отс., Рег. № в РКП 87-95382.».
- Персиковым цветом  в таблице выделены Герои, удостоенные звания дважды и более раз.
- Серым цветом  в таблице выделены Герои, представленные к званию посмертно.

| Навигационная таблица | Навигационная таблица                |
| --------------------- | ------------------------------------ |
| «К»                   | Кабак Николай — Калинин Николай      |
| «К»                   | Калинин Степан — Кармацкий Владимир  |
| «К»                   | Кармацкий Тимофей — Кживонь Анеля    |
| «К»                   | Киба Григорий — Клевцов Сергей       |
| «К»                   | Клейбус Фёдор — Коваленко Сергей     |
| «К»                   | Коваленко Юрий — Колдубов Михаил     |
| «К»                   | Колдунов Александр — Компанеец Фёдор |
| «К»                   | Компаниец Алексей — Копытин Михаил   |
| «К»                   | Копытов Михаил — Корчагин Лев        |
| «К»                   | Корчак Иосиф — Котов Николай         |
| «К»                   | Котов Сергей — Краснов Анатолий      |
| «К»                   | Краснов Виктор — Крюков Василий      |
| «К»                   | Крюков Владимир — Кузнецов Николай   |
| «К»                   | Кузнецов Павел — Кунавин Григорий    |
| «К»                   | Кунгурцев Евгений — Кянжин Пантелей  |

| № п/п | Фамилия Имя Отчество                                                             | Дата Указа            | Род войск                           | Должность | Звание                              | Годы жизни              | БС ГС НЛ                        |
| ----- | -------------------------------------------------------------------------------- | --------------------- | ----------------------------------- | --- | ----------------------------------- | ----------------------- | ------------------------------- |
| 1167  | Ко́тов Сергей Николаевич                                                          | 16.05.1944            | морской флот                        | командир дивизиона торпедных катеров 1-й бригады торпедных катеров Черноморского флота | капитан-лейтенант                   | 01.10.1912 — 16.10.1999 | [ БС 1 ] [ ГС 1 ] [ НЛ 1 ]      |
| 1168  | Ко́тов Яков Михайлович                                                            | 31.05.1945            | танкист                             | механик-водитель танка 1-го танкового батальона 20-й танковой бригады 11-го гвардейского танкового корпуса 1-й гвардейской танковой армии 1-го Белорусского фронта                                                                        | гвардии старший сержант             | 23.03.1921 — 10.12.1990 | [ БС 1 ] [ ГС 2 ] [ НЛ 2 ]      |
| 1169  | Ко́тцов Александр Васильевич                                                      | 17.11.1939            | комиссар                            | комиссар отдельного разведывательного батальона 6-й лёгкой танковой бригады 1-й армейской группы | старший политрук                    | 05.12.1912 — 20.01.1996 | ——                              |
| 1170  | Ко́тченко Фёдор Петрович бел. Котчанка Фёдар Пятровіч                             | 01.01.1944            | партизан                            | активный участник партизанской борьбы в Белоруссии, комиссар молодёжной диверсионной подрывной группы и член Гомельского подпольного горкома комсомола                                                                                    | —                                   | 15.05.1918 — 17.07.1995 | [ БС 3 ] [ ГС 4 ] [ НЛ 3 ]      |
| 1171  | Котю́нин Василий Андреевич                                                        | 19.04.1945            | авиация                             | заместитель командира и штурман эскадрильи 15-го гвардейского штурмового авиационного полка 277-й штурмовой авиационной дивизии 1-й воздушной армии 3-го Белорусского фронта                                                              | гвардии старший лейтенант           | 11.02.1920 — 20.02.1979 | [ БС 3 ] [ ГС 5 ] [ НЛ 4 ]      |
| 1172  | Кохано́вич Сергей Николаевич                                                      | 18.12.1956            | артиллерия                          | командир 1195-го артиллерийского полка 33-й гвардейской механизированной дивизии Отдельной механизированной армии | полковник                           | 20.10.1921 — 26.10.1956 | ——                              |
| 1173  | Ко́хов Николай Степанович                                                         | 23.02.1945            | авиация                             | штурман 955-го штурмового авиационного полка 305-й штурмовой авиационной дивизии 14-й воздушной армии 3-го Прибалтийского фронта | майор                               | 12.04.1919 — 13.03.1980 | [ БС 3 ] [ ГС 7 ] [ НЛ 5 ]      |
| 1174  | Коцеба́ Григорий Андреевич укр. Коцеба Григорій Андрійович                        | 20.11.1941            | авиация                             | командир звена отдельной эскадрильи 44-й истребительной авиационной дивизии 6-й армии Юго-Западного фронта | лейтенант                           | 29.11.1917 — 04.03.1943 | [ БС 3 ] [ ГС 8 ] [ НЛ 6 ]      |
| 1175  | Коцюби́нский Тихон Антонович укр. Коцюбинський Тихін Антонович                    | 21.03.1940            | пехота                              | командир роты 255-го стрелкового полка 123-й стрелковой дивизии 7-й армии Северо-Западного фронта | лейтенант                           | 05.08.1907 — 03.04.1973 | [ БС 4 ] [ ГС 9 ] [ НЛ 7 ]      |
| 1176  | Кочела́евский Юрий Петрович                                                       | 31.05.1944            | авиация                             | штурман эскадрильи 9-го гвардейского минно-торпедного авиационного полка 5-й минно-торпедной авиационной дивизии ВВС Северного флота | гвардии капитан                     | 03.06.1920 — 27.10.1970 | [ БС 5 ] [ ГС 10 ] [ НЛ 8 ]     |
| 1177  | Кочерга́ Павел Евтихиевич укр. Кочерга Павло Євтихійович                          | 13.11.1943            | пехота                              | командир роты 842-го стрелкового полка 240-й стрелковой дивизии 38-й армии Воронежского фронта | лейтенант                           | 28.08.1911 — 21.11.1982 | [ БС 5 ] [ ГС 11 ] [ НЛ 9 ]     |
| 1178  | Кочерги́н Григорий Климентьевич укр. Кочергін Григорій Климентійович              | 17.04.1943            | авиация                             | командир звена 502-го штурмового авиационного полка 295-й истребительной авиационной дивизии 5-й воздушной армии Закавказского фронта | лейтенант                           | 1922 — 28.09.1943       | [ БС 5 ] [ ГС 12 ] [ НЛ 10 ]    |
| 1179  | Кочерги́н Егор Петрович                                                           | 09.10.1943            | комиссар                            | заместитель по политической части командира артиллерийского дивизиона 111-го гвардейского артиллерийского полка РГК в составе 40-й армии Воронежского фронта                                                                              | гвардии капитан                     | 06.09.1916 — 28.08.1943 | [ БС 5 ] [ ГС 13 ] [ НЛ 11 ]    |
| 1180  | Кочерги́н Фёдор Васильевич                                                        | 24.03.1945            | артиллерия                          | командир отделения разведки взвода управления дивизиона 506-го миномётного полка РГК в составе 23-й армии Ленинградского фронта | гвардии младший сержант             | 08.06.1920 — 01.11.1997 | [ БС 5 ] [ ГС 14 ] [ НЛ 12 ]    |
| 1181  | Кочеро́в Василий Григорьевич                                                      | 26.04.1944            | пехота                              | помощник командира взвода разведывательной роты 20-й гвардейской механизированной бригады 8-го гвардейского механизированного корпуса 1-й танковой армии 1-го Украинского фронта                                                          | гвардии старший сержант             | 03.04.1921 — 24.07.1944 | [ БС 5 ] [ ГС 15 ] [ НЛ 13 ]    |
| 1182  | Кочеро́в Виктор Фомич                                                             | 24.03.1945            | пехота                              | командир отделения 95-го гвардейского стрелкового полка 31-й гвардейской стрелковой дивизии 11-й гвардейской армии 3-го Белорусского фронта                                                                                               | гвардии сержант                     | 20.11.1924 — 07.11.1996 | [ БС 6 ] [ ГС 16 ] [ НЛ 14 ]    |
| 1183  | Кочетко́в Алексей Гаврилович                                                      | 04.01.1944            | партизан                            | активный участник партизанской борьбы на Смоленщине, Украине и в Белоруссии, командир 1-й партизанской роты партизанского отряда имени 24-летия РККА                                                                                      | —                                   | 30.03.1918 — 15.11.1942 | [ БС 7 ] [ ГС 17 ] [ НЛ 15 ]    |
| 1184  | Кочетко́в Андрей Григорьевич                                                      | 26.06.1958            | авиация                             | лётчик-испытатель ОКБ С. А. Лавочкина | полковник                           | 15.05.1908 — 01.05.1990 | ——                              |
| 1185  | Кочетко́в Григорий Сергеевич                                                      | 04.06.1944            | пехота                              | пулемётчик 875-го стрелкового полка 158-й стрелковой дивизии 39-й армии Калининского фронта | красноармеец                        | 23.01.1904 — 17.08.1943 | [ БС 7 ] [ ГС 19 ] [ НЛ 16 ]    |
| 1186  | Кочетко́в Михаил Иванович                                                         | 14.09.1945            | комиссар                            | заместитель по политической части командира 355-го отдельного батальона морской пехоты Тихоокеанского флота | капитан                             | 08.11.1910 — 17.04.2000 | [ БС 7 ] [ ГС 20 ] [ НЛ 17 ]    |
| 1187  | Кочетко́в Николай Павлович                                                        | 05.11.1942            | авиация                             | заместитель командира эскадрильи 686-го штурмового авиационного полка 206-й штурмовой авиационной дивизии 8-й воздушной армии Сталинградского фронта                                                                                      | старший лейтенант                   | 25.02.1918 — 27.08.2016 | [ БС 7 ] [ ГС 21 ] [ НЛ 18 ]    |
| 1188  | Кочетко́в Николай Яковлевич                                                       | 10.01.1944            | артиллерия                          | командир миномётного взвода 615-го стрелкового полка 167-й стрелковой дивизии 38-й армии Воронежского фронта | старший сержант                     | 04.05.1918 — 18.07.1988 | [ БС 7 ] [ ГС 22 ] [ НЛ 19 ]    |
| 1189  | Кочетко́в Степан Михайлович                                                       | 16.10.1943            | пехота                              | командир пулемётного расчёта 10-го гвардейского стрелкового полка 6-й гвардейской стрелковой дивизии 13-й армии Центрального фронта | гвардии младший сержант             | 14.08.1923 — 30.09.1984 | [ БС 8 ] [ ГС 23 ] [ НЛ 20 ]    |
| 1190  | Ко́четов Александр Васильевич                                                     | 13.04.1944            | авиация                             | командир эскадрильи 43-го истребительного авиационного полка 278-й истребительной авиационной дивизии 8-й воздушной армии Южного фронта                                                                                                   | старший лейтенант                   | 08.03.1919 — 31.01.1994 | [ БС 9 ] [ ГС 24 ] [ НЛ 21 ]    |
| 1191  | Ко́четов Василий Иванович                                                         | 13.03.1944            | авиация                             | штурман отряда 11-го гвардейского авиационного полка 62-й авиационной дивизии 6-го авиационного корпуса Авиации дальнего действия | гвардии старший лейтенант           | 15.01.1915 — 03.09.1987 | [ БС 9 ] [ ГС 25 ] [ НЛ 22 ]    |
| 1192  | Ко́четов Иван Данилович                                                           | 24.08.1943            | авиация                             | командир эскадрильи 70-го гвардейского штурмового авиационного полка 3-й гвардейской штурмовой авиационной дивизии 6-й воздушной армии Северо-Западного фронта                                                                            | гвардии старший лейтенант           | 09.06.1917 — 14.05.1943 | [ БС 9 ] [ ГС 26 ] [ НЛ 23 ]    |
| 1193  | Ко́четов Михаил Сергеевич                                                         | 29.08.1939            | танкист                             | командир бронемашины БА-10 бронеавтобатальона 9-й мотобронебригады 1-й армейской группы | младший комвзвод                    | 03.10.1913 — 18.07.1939 | ——                              |
| 1194  | Кочи́ев Константин Георгиевич осет. Коцты Къоста                                  | 16.05.1944            | морской флот                        | командир отряда торпедных катеров 1-й бригады торпедных катеров Черноморского флота | капитан-лейтенант                   | 21.05.1913 — 08.10.1946 | [ БС 9 ] [ ГС 28 ] [ НЛ 24 ]    |
| 1195  | Кочмарёв Николай Никифорович                                                     | 02.08.1944            | авиация                             | командир эскадрильи 95-го гвардейского штурмового авиационного полка 5-й гвардейской штурмовой авиационной дивизии 1-го смешанного авиационного корпуса 17-й воздушной армии 3-го Украинского фронта                                      | гвардии капитан                     | 25.12.1917 — 16.05.2007 | [ БС 9 ] [ ГС 29 ] [ НЛ 25 ]    |
| 1196  | Ко́чнев Владимир Георгиевич                                                       | 19.08.1944            | авиация                             | заместитель командира эскадрильи 26-го гвардейского авиационного полка 2-й гвардейской авиационной дивизии 2-го гвардейского авиационного корпуса Авиации дальнего действия                                                               | гвардии капитан                     | 31.05.1914 — 15.04.1944 | [ БС 10 ] [ ГС 30 ] [ НЛ 26 ]   |
| 1197  | Ко́чнев Иван Егорович                                                             | 24.03.1945            | артиллерия                          | командир орудия 995-го стрелкового полка 263-й стрелковой дивизии 2-й гвардейской армии 1-го Прибалтийского фронта | старший сержант                     | 15.09.1921 — 08.02.1958 | [ БС 11 ] [ ГС 31 ] [ НЛ 27 ]   |
| 1198  | Кочуба́ров Алексей Фёдорович                                                      | 01.07.1944            | артиллерия                          | командир орудия 262-го лёгкого артиллерийского полка 20-й лёгкой артиллерийской бригады 2-й артиллерийской дивизии прорыва РГК в составе 59-й армии Волховского фронта                                                                    | красноармеец                        | 20.06.1899 — 13.07.1976 | [ БС 11 ] [ ГС 32 ] [ НЛ 28 ]   |
| 1199  | Коша́ев Николай Михайлович                                                        | 11.03.1944            | танкист                             | командир 11-й гвардейской танковой бригады 2-й танковой армии 2-го Украинского фронта | гвардии полковник                   | 22.05.1911 — 25.09.1976 | [ БС 11 ] [ ГС 33 ] [ НЛ 29 ]   |
| 1200  | Ко́шев Алий Юсуфович адыг. Къош Алый Юсыф ыкъор                                   | 13.09.1944            | инженер                             | сапёр 90-го отдельного сапёрного батальона 3-го танкового корпуса 2-й танковой армии 2-го Украинского фронта | ефрейтор                            | 01.09.1922 — 13.01.1971 | [ БС 11 ] [ ГС 34 ] [ НЛ 30 ]   |
| 1201  | Кошево́й Олег Васильевич                                                          | 13.09.1943            | партизан                            | комиссар и член штаба подпольной комсомольской организации «Молодая гвардия» | —                                   | 08.06.1926 — 09.02.1943 | [ БС 11 ] [ ГС 35 ] [ НЛ 31 ]   |
| 1202  | Кошево́й Пётр Кириллович укр. Кошовий Петро Кирилович                             | 16.05.1944 19.04.1945 | генерал                             | командир 63-го стрелкового корпуса 51-й армии 4-го Украинского фронта командир 36-го гвардейского стрелкового корпуса 11-й гвардейской армии 3-го Белорусского фронта                                                                     | генерал-майор генерал-лейтенант     | 21.12.1904 — 30.08.1976 | [ БС 11 ] [ ГС 36 ] [ НЛ 32 ]   |
| 1203  | Кошево́й Фёдор Алексеевич                                                         | 06.03.1945            | авиация                             | командир звена 35-го штурмового авиационного полка 9-й штурмовой авиационной дивизии ВВС Балтийского флота | лейтенант                           | 21.03.1921 — 10.05.2005 | [ БС 12 ] [ ГС 37 ] [ НЛ 33 ]   |
| 1204  | Ко́шелев Андрей Степанович                                                        | 27.06.1945            | артиллерия                          | наводчик орудия 296-го гаубичного артиллерийского полка 1-й гаубичной артиллерийской бригады 3-й артиллерийской дивизии 7-го артиллерийского корпуса прорыва РГК в составе 5-й гвардейской армии 1-го Украинского фронта                  | ефрейтор                            | 1909 — 07.02.1945       | [ БС 13 ] [ ГС 38 ] [ НЛ 34 ]   |
| 1205  | Ко́шелев Василий Гаврилович                                                       | 17.10.1943            | артиллерия                          | стрелок взвода противотанковых ружей 1033-го стрелкового полка 280-й стрелковой дивизии 60-й армии Центрального фронта | красноармеец                        | 1915 — 05.08.1949       | [ БС 13 ] [ ГС 39 ] [ НЛ 35 ]   |
| 1206  | Ко́шелев Владимир Николаевич                                                      | 29.06.1945            | авиация                             | командир звена 136-го гвардейского штурмового авиационного полка 1-й гвардейской штурмовой авиационной дивизии 1-й воздушной армии 3-го Белорусского фронта                                                                               | гвардии лейтенант                   | 18.02.1923 — 29.02.1980 | [ БС 13 ] [ ГС 40 ] [ НЛ 36 ]   |
| 1207  | Ко́шелев Иван Сергеевич                                                           | 03.06.1944            | пехота                              | автоматчик 667-го стрелкового полка 218-й стрелковой дивизии 47-й армии Воронежского фронта | красноармеец                        | 06.07.1905 — 05.09.1976 | [ БС 13 ] [ ГС 41 ] [ НЛ 37 ]   |
| 1208  | Ко́шелев Михаил Тимофеевич                                                        | 22.02.1944            | пехота                              | командир отделения 310-го гвардейского стрелкового полка 110-й гвардейской стрелковой дивизии 37-й армии Степного фронта | гвардии сержант                     | 20.11.1911 — 13.03.1979 | [ БС 13 ] [ ГС 42 ] [ НЛ 38 ]   |
| 1209  | Ко́шелев Николай Васильевич                                                       | 10.01.1944            | танкист                             | командир 22-й гвардейской танковой бригады 5-го гвардейского танкового корпуса 3-й гвардейской танковой армии 1-го Украинского фронта | гвардии полковник                   | 08.07.1899 — 22.10.1960 | [ БС 13 ] [ ГС 43 ] [ НЛ 39 ]   |
| 1210  | Ко́шелев Николай Иванович                                                         | 10.03.1944            | танкист                             | командир танковой роты 248-го отдельного танкового полка 21-й армии Западного фронта | лейтенант                           | 25.12.1916 — 16.09.1943 | [ БС 14 ] [ ГС 44 ] [ НЛ 40 ]   |
| 1211  | Ко́шелев Пётр Львович                                                             | 22.07.1944            | авиация                             | штурман эскадрильи 1-го гвардейского минно-торпедного авиационного полка 8-й минно-торпедной авиационной дивизии ВВС Балтийского флота | гвардии капитан                     | 27.09.1916 — 10.08.1946 | [ БС 15 ] [ ГС 45 ] [ НЛ 41 ]   |
| 1212  | Ко́шель Степан Николаевич укр. Кошель Степан Миколайович                          | 22.02.1944            | инженер                             | командир сапёрного отделения 248-го отдельного моторизированного инженерного батальона Степного фронта | старший сержант                     | 28.10.1919 — 15.03.1993 | [ БС 15 ] [ ГС 46 ] [ НЛ 42 ]   |
| 1213  | Ко́шель Фёдор Фёдорович укр. Кошель Федір Федорович                               | 18.09.1943            | авиация                             | штурман звена 9-го гвардейского авиационного полка 7-й гвардейской авиационной дивизии 3-го гвардейского авиационного корпуса Авиации дальнего действия                                                                                   | гвардии капитан                     | 13.09.1913 — 23.08.1944 | [ БС 15 ] [ ГС 47 ] [ НЛ 43 ]   |
| 1214  | Ко́шечкин Борис Кузьмич                                                           | 29.05.1944            | танкист                             | командир танковой роты 13-й гвардейской танковой бригады 4-го гвардейского танкового корпуса 60-й армии 1-го Украинского фронта | гвардии лейтенант                   | 28.12.1921 — 21.10.2017 | [ БС 15 ] [ ГС 48 ] [ НЛ 44 ]   |
| 1215  | Кошка́ров Григорий Никифорович                                                    | 15.01.1944            | артиллерия                          | командир огневого взвода батареи противотанковых орудий 15-й мотострелковой бригады 16-го танкового корпуса 2-й танковой армии Центрального фронта                                                                                        | лейтенант                           | 15.02.1924 — 11.07.1943 | [ БС 15 ] [ ГС 49 ] [ НЛ 45 ]   |
| 1216  | Ко́шкин Алексей Иванович                                                          | 31.03.1943            | пехота                              | командир взвода автоматчиков 1-го ударного отряда особого назначения Туапсинского оборонительного района 18-й армии Закавказского фронта                                                                                                  | лейтенант                           | 20.09.1920 — 30.10.1942 | [ БС 15 ] [ ГС 50 ] [ НЛ 46 ]   |
| 1217  | Ко́шкин Андрей Евдокимович                                                        | 22.02.1944            | пехота                              | разведчик 106-й гвардейской отдельной разведывательной роты 110-й гвардейской стрелковой дивизии 37-й армии Степного фронта | гвардии младший сержант             | 18.12.1922 — 30.01.1958 | [ БС 16 ] [ ГС 51 ] [ НЛ 47 ]   |
| 1218  | Ко́шман Кирилл Акимович укр. Кошман Кирило Якимович                               | 24.03.1945            | комиссар                            | парторг 376-го стрелкового полка 220-й стрелковой дивизии 31-й армии 3-го Белорусского фронта | капитан                             | 25.05.1915 — 15.01.1992 | [ БС 17 ] [ ГС 52 ] [ НЛ 48 ]   |
| 1219  | Кошма́нов Михаил Михайлович                                                       | 23.09.1944            | танкист                             | командир танка 53-го танкового полка 69-й механизированной бригады 9-го механизированного корпуса 3-й гвардейской танковой армии 1-го Украинского фронта                                                                                  | гвардии младший лейтенант           | 18.12.1923 — 25.01.1945 | [ БС 17 ] [ ГС 53 ] [ НЛ 49 ]   |
| 1220  | Кошмя́к Георгий Данилович укр. Кошм’я́к Георгій Данилович                          | 17.10.1943            | десантники                          | командир 7-го гвардейского воздушно-десантного полка 2-й гвардейской воздушно-десантной дивизии 60-й армии Центрального фронта | гвардии майор                       | 26.01.1909 — 06.01.1988 | [ БС 17 ] [ ГС 54 ] [ НЛ 50 ]   |
| 1221  | Кошуко́в Вениамин Борисович                                                       | 13.04.1944            | авиация                             | заместитель командира эскадрильи 622-го штурмового авиационного полка 214-й штурмовой авиационной дивизии 4-й воздушной армии | лейтенант                           | 11.09.1922 — 19.07.1944 | [ БС 17 ] [ ГС 55 ] [ НЛ 51 ]   |
| 1222  | Коще́ев Павел Григорьевич                                                         | 24.03.1945            | пехота                              | помощник командира взвода 455-го стрелкового полка 42-й стрелковой дивизии 49-й армии 2-го Белорусского фронта | сержант                             | 06.07.1913 — 03.09.1991 | [ БС 17 ] [ ГС 56 ] [ НЛ 52 ]   |
| 1223  | Краве́ц Людмила Степановна укр. Кравець Людмила Степанівна                        | 31.05.1945            | медики                              | санинструктор батальона 63-го гвардейского стрелкового полка 23-й гвардейской стрелковой дивизии 3-й ударной армии 1-го Белорусского фронта                                                                                               | гвардии старший сержант             | 07.02.1923 — 23.05.2015 | [ БС 18 ] [ ГС 57 ] [ НЛ 53 ]   |
| 1224  | Краве́ц Михаил Дементьевич укр. Кравець Михайло Дементійович                      | 10.01.1944            | пехота                              | разведчик взвода разведки 183-й танковой бригады 10-го танкового корпуса 40-й армии Воронежского фронта | красноармеец                        | 21.11.1923 — 31.01.1975 | [ БС 19 ] [ ГС 58 ] [ НЛ 54 ]   |
| 1225  | Краве́ц Мордух Пинхусович (Кравец Михаил Пинхусович) ивр. מורדוך פינחוסוביץ' קרבץ‎ | 10.01.1944            | пехота                              | командир взвода разведки 51-й гвардейской танковой бригады 6-го гвардейского танкового корпуса 3-й гвардейской танковой армии 1-го Украинского фронта                                                                                     | гвардии старший лейтенант           | 06.05.1920 — 10.02.2005 | [ БС 19 ] [ ГС 59 ] [ НЛ 55 ]   |
| 1226  | Краве́ц Пётр Акимович                                                             | 20.12.1943            | артиллерия                          | командир орудия 98-го гвардейского артиллерийского полка 48-й гвардейской стрелковой дивизии 57-й армии Степного фронта | гвардии старший сержант             | 25.12.1913 — 28.04.1968 | [ БС 19 ] [ ГС 60 ] [ НЛ 56 ]   |
| 1227  | Кравцо́в Алексей Савельевич                                                       | 23.02.1945            | авиация                             | командир эскадрильи 947-го штурмового авиационного полка 289-й штурмовой авиационной дивизии 3-й воздушной армии 1-го Прибалтийского фронта                                                                                               | капитан                             | 17.03.1918 — 22.10.2006 | [ БС 19 ] [ ГС 61 ] [ НЛ 57 ]   |
| 1228  | Кравцо́в Борис Васильевич                                                         | 19.03.1944            | артиллерия                          | начальник разведки дивизиона 132-го гвардейского артиллерийского полка 60-й гвардейской стрелковой дивизии 12-й армии 3-го Украинского фронта                                                                                             | гвардии старший лейтенант           | род. 28.12.1922         | [ БС 19 ] [ ГС 62 ] [ НЛ 58 ]   |
| 1229  | Кравцо́в Григорий Михайлович укр. Кравцов Григорій Михайлович                     | 06.04.1945            | нквд                                | оперуполномоченный отдела контрразведки «Смерш» 134-й стрелковой дивизии 69-й армии 1-го Белорусского фронта | лейтенант                           | 14.03.1922 — 14.01.1945 | [ БС 19 ] [ ГС 63 ] [ НЛ 59 ]   |
| 1230  | Кравцо́в Дмитрий Степанович                                                       | 18.08.1945            | авиация                             | командир эскадрильи 31-го истребительного авиационного полка 295-й истребительной авиационной дивизии 17-й воздушной армии 3-го Украинского фронта                                                                                        | майор                               | 12.10.1916 — 08.09.1996 | [ БС 20 ] [ ГС 64 ] [ НЛ 60 ]   |
| 1231  | Кравцо́в Ефим Егорович укр. Кравцов Юхим Єгорович                                 | 30.10.1943            | связисты                            | старший радиотелеграфист 384-го артиллерийского полка 193-й стрелковой дивизии 65-й армии Центрального фронта | старшина                            | 24.12.1910 — 07.01.1984 | [ БС 21 ] [ ГС 65 ] [ НЛ 61 ]   |
| 1232  | Кравцо́в Иван Кондратьевич                                                        | 28.04.1945            | генерал                             | командир 64-го стрелкового корпуса 57-й армии 3-го Украинского фронта | генерал-лейтенант                   | 19.01.1896 — 19.10.1964 | [ БС 21 ] [ ГС 66 ] [ НЛ 62 ]   |
| 1233  | Кравцо́в Иван Савельевич укр. Кравцов Іван Савелійович                            | 22.07.1944            | авиация                             | командир звена 3-го гвардейского истребительного авиационного полка 1-й гвардейской истребительной авиационной дивизии ВВС Балтийского флота                                                                                              | гвардии старший лейтенант           | 19.02.1914 — 29.01.2005 | [ БС 21 ] [ ГС 67 ] [ НЛ 63 ]   |
| 1234  | Кравцо́в Илья Павлович                                                            | 25.10.1943            | пехота                              | командир батальона 256-го стрелкового полка 30-й стрелковой дивизии 47-й армии Воронежского фронта | гвардии лейтенант                   | 01.08.1921 — 14.10.1956 | [ БС 21 ] [ ГС 68 ] [ НЛ 64 ]   |
| 1235  | Кравцо́в Николай Никитович                                                        | 24.03.1945            | медики                              | фельдшер батареи управления 42-й отдельной истребительно-противотанковой артиллерийской бригады РГК в составе войск 3-го Украинского фронта                                                                                               | лейтенант медицинской службы        | 08.03.1921 — 18.10.1944 | [ БС 21 ] [ ГС 69 ] [ НЛ 65 ]   |
| 1236  | Кравцо́в Ольгерд Тихонович бел. Краўцоў Альгерд Ціханавіч                         | 10.04.1945            | инженер                             | командир 15-го отдельного моторизированного понтонно-мостового батальона 6-й понтонно-мостовой бригады РГК в составе 3-й гвардейской танковой армии 1-го Украинского фронта                                                               | майор                               | 06.07.1912 — 12.12.1993 | [ БС 21 ] [ ГС 70 ] [ НЛ 66 ]   |
| 1237  | Кра́вченко Александр Иванович укр. Кравченко Олександр Іванович                   | 01.11.1943            | артиллерия                          | командир 111-го отдельного истребительно-противотанкового батальона 12-й армии Юго-Западного фронта | капитан                             | 01.10.1906 — 04.12.1987 | [ БС 22 ] [ ГС 71 ] [ НЛ 67 ]   |
| 1238  | Кра́вченко Андрей Григорьевич укр. Кравченко Андрій Григорович                    | 10.01.1944 08.09.1945 | генерал                             | командир 5-го гвардейского танкового корпуса командующий 6-й танковой армией | генерал-лейтенант генерал-полковник | 30.11.1899 — 18.10.1963 | [ БС 23 ] [ ГС 72 ] [ НЛ 68 ]   |
| 1239  | Кра́вченко Андрей Ильич укр. Кравченко Андрій Ілліч                               | 27.02.1945            | пехота                              | командир 286-го гвардейского стрелкового полка 94-й гвардейской стрелковой дивизии 5-й ударной армии 1-го Белорусского фронта | гвардии подполковник                | 23.12.1912 — 02.01.1976 | [ БС 23 ] [ ГС 73 ] [ НЛ 69 ]   |
| 1240  | Кра́вченко Василий Иванович укр. Кравченко Василь Іванович                        | 24.03.1945            | пехота                              | командир взвода 837-го стрелкового полка 238-й стрелковой дивизии 50-й армии 2-го Белорусского фронта | лейтенант                           | 22.03.1923 — 29.07.1944 | [ БС 23 ] [ ГС 74 ] [ НЛ 70 ]   |
| 1241  | Кра́вченко Василий Иванович укр. Кравченко Василь Іванович                        | 24.03.1945            | пехота                              | стрелок 1077-го стрелкового полка 316-й стрелковой дивизии 46-й армии 2-го Украинского фронта | красноармеец                        | 05.12.1924 — 10.09.1982 | [ БС 23 ] [ ГС 75 ] [ НЛ 71 ]   |
| 1242  | Кра́вченко Василий Фёдорович укр. Кравченко Василь Федорович                      | 24.03.1945            | пехота                              | командир взвода автоматчиков 66-й гвардейской танковой бригады 12-го гвардейского танкового корпуса 2-й гвардейской танковой армии 1-го Белорусского фронта                                                                               | гвардии младший лейтенант           | 23.06.1921 — 21.11.1960 | [ БС 23 ] [ ГС 76 ] [ НЛ 72 ]   |
| 1243  | Кра́вченко Владимир Ильич укр. Кравченко Володимир Ілліч                          | 27.02.1945            | танкист                             | командир взвода танков Т-34 3-го танкового батальона 47-й гвардейской танковой бригады 9-го гвардейского танкового корпуса 2-й гвардейской танковой армии 1-го Белорусского фронта                                                        | гвардии лейтенант                   | 05.03.1920 — 13.05.2011 | [ БС 23 ] [ ГС 77 ] [ НЛ 73 ]   |
| 1244  | Кра́вченко Григорий Пантелеевич укр. Кравченко Григорій Пантелійович              | 22.02.1939 29.08.1939 | авиация                             | командир истребительной авиационной группы советских добровольцев в Китае командир 22-го истребительного авиационного полка 1-й армейской группы                                                                                          | майор                               | 12.10.1912 — 23.02.1943 | ——                              |
| 1245  | Кра́вченко Иван Хотович укр. Кравченко Іван Хотович                               | 27.02.1945            | танкист                             | командир взвода танков Т-34 3-го танкового батальона 44-й гвардейской танковой бригады 11-го гвардейского танкового корпуса 1-й гвардейской танковой армии 1-го Белорусского фронта                                                       | гвардии лейтенант                   | 05.07.1921 — 01.05.1945 | [ БС 25 ] [ ГС 79 ] [ НЛ 74 ]   |
| 1246  | Кра́вченко Иван Яковлевич укр. Кравченко Іван Якович                              | 21.03.1940            | пехота                              | командир батальона 245-го стрелкового полка 123-й стрелковой дивизии 7-й армии Северо-Западного фронта | капитан                             | 10.10.1905 — 08.04.1942 | [ БС 25 ] [ ГС 80 ] [ НЛ 75 ]   |
| 1247  | Кра́вченко Михаил Пантелеевич                                                     | 22.07.1944            | пехота                              | стрелок гвардейского отдельного учебного батальона 67-й гвардейской стрелковой дивизии 6-й гвардейской армии 1-го Прибалтийского фронта                                                                                                   | гвардии красноармеец                | 01.06.1914 — 26.06.1944 | [ БС 25 ] [ ГС 81 ] [ НЛ 76 ]   |
| 1248  | Кра́вченко Николай Васильевич                                                     | 27.09.1984            | десантники                          | командир роты 345-го гвардейского отдельного парашютно-десантного полка Ограниченного контингента советских войск в Афганистане | гвардии капитан                     | род. 09.10.1952         | ——                              |
| 1249  | Кра́вченко Сергей Трофимович укр. Кравченко Сергій Трохимович                     | 24.03.1945            | пехота                              | автоматчик 117-го гвардейского стрелкового полка 39-й гвардейской стрелковой дивизии 8-й гвардейской армии 1-го Белорусского фронта | гвардии красноармеец                | 26.10.1925 — 26.10.1956 | [ БС 25 ] [ ГС 83 ] [ НЛ 77 ]   |
| 1250  | Кра́вченко Фёдор Иосифович                                                        | 02.05.1945            | партизан                            | активный участник партизанской борьбы на Украине, командир партизанского отряда имени Богуна | капитан                             | 04.03.1912 — 19.11.1988 | [ БС 25 ] [ ГС 84 ] [ НЛ 78 ]   |
| 1251  | Кра́вченко Фёдор Тихонович                                                        | 27.08.1943            | пехота                              | командир пулемётного взвода 518-го стрелкового полка 129-й стрелковой дивизии 63-й армии Брянского фронта | лейтенант                           | 10.06.1910 — 10.12.1966 | [ БС 25 ] [ ГС 85 ] [ НЛ 79 ]   |
| 1252  | Кра́ев Владимир Павлович                                                          | 04.06.1944            | танкист                             | командир танка Т-70 259-го танкового батальона 143-й танковой бригады 4-й ударной армии Калининского фронта | лейтенант                           | 18.07.1921 — 10.02.1944 | [ БС 26 ] [ ГС 86 ] [ НЛ 80 ]   |
| 1253  | Кра́ев Николай Терентьевич                                                        | 27.06.1945            | авиация                             | заместитель командира и штурман эскадрильи 93-го гвардейского штурмового авиационного полка 5-й гвардейской штурмовой авиационной дивизии 2-й воздушной армии 1-го Украинского фронта                                                     | гвардии старший лейтенант           | 12.05.1922 — 27.04.2002 | [ БС 27 ] [ ГС 87 ] [ НЛ 81 ]   |
| 1254  | Крайко́ Алексей Иванович                                                          | 18.05.1943            | пехота                              | стрелок 78-го гвардейского стрелкового полка 25-й гвардейской стрелковой дивизии 6-й армии Юго-Западного фронта | гвардии красноармеец                | 18.05.1911 — 05.03.1943 | [ БС 27 ] [ ГС 88 ] [ НЛ 82 ]   |
| 1255  | Кра́йнев Николай Степанович                                                       | 10.04.1945            | пехота                              | стрелок 667-го стрелкового полка 218-й стрелковой дивизии 6-й армии 1-го Украинского фронта | красноармеец                        | 16.12.1924 — 17.12.1944 | [ БС 27 ] [ ГС 89 ] [ НЛ 83 ]   |
| 1256  | Крайно́в Александр Иосифович                                                      | 31.05.1945            | пехота                              | командир 1083-го стрелкового полка 312-й стрелковой дивизии 69-й армии 1-го Белорусского фронта | подполковник                        | 10.09.1919 — 21.05.1977 | [ БС 27 ] [ ГС 90 ] [ НЛ 84 ]   |
| 1257  | Крайно́в Иван Дмитриевич                                                          | 11.04.1940            | Авточасти и шофёры всех родов войск | шофёр 74-го артиллерийского полка 84-й стрелковой дивизии 7-й армии Северо-Западного фронта | красноармеец                        | 30.07.1911 — 18.10.1974 | ——                              |
| 1258  | Крайно́в Степан Матвеевич                                                         | 23.09.1944            | танкист                             | командир танка Т-34 2-го танкового батальона 52-й гвардейской танковой бригады 6-го гвардейского танкового корпуса 3-й гвардейской танковой армии 1-го Украинского фронта                                                                 | гвардии младший лейтенант           | 14.11.1920 — 20.07.2005 | [ БС 27 ] [ ГС 92 ] [ НЛ 85 ]   |
| 1259  | Кра́ля Тихон Архипович укр. Краля Тихін Архипович                                 | 16.10.1943            | инженер                             | командир сапёрного отделения 5-го гвардейского отдельного сапёрного батальона 6-й гвардейской стрелковой дивизии 13-й армии Центрального фронта                                                                                           | гвардии ефрейтор                    | 27.02.1919 — 06.02.2008 | [ БС 28 ] [ ГС 93 ] [ НЛ 86 ]   |
| 1260  | Крамаре́нко Андрей Макарович укр. Крамаренко Андрій Макарович                     | 10.04.1945            | пехота                              | командир мотострелковой роты 16-й гвардейской механизированной бригады 6-го гвардейского механизированного корпуса 4-й танковой армии 1-го Украинского фронта                                                                             | гвардии старший лейтенант           | 16.05.1918 — 30.04.1965 | [ БС 29 ] [ ГС 94 ] [ НЛ 87 ]   |
| 1261  | Крамаре́нко Григорий Иванович                                                     | 23.10.1943            | пехота                              | командир пулемётного расчёта 569-го стрелкового полка 161-й стрелковой дивизии 40-й армии Воронежского фронта | сержант                             | 22.08.1925 — 05.12.2012 | [ БС 29 ] [ ГС 95 ] [ НЛ 88 ]   |
| 1262  | Крамаре́нко Сергей Макарович укр. Крамаренко Сергій Макарович                     | 10.10.1951            | авиация                             | заместитель командира эскадрильи 176-го гвардейского истребительного авиационного полка 324-й истребительной авиационной дивизии 64-го истребительного авиационного корпуса                                                               | гвардии капитан                     | 10.04.1923— 21.05.2020  | ——                              |
| 1263  | Крамарчу́к Григорий Васильевич укр. Крамарчук Григорій Васильович                 | 15.05.1946            | авиация                             | заместитель командира и штурман эскадрильи 3-го штурмового авиационного полка 4-й смешанной авиационной дивизии ВВС Войска Польского | лейтенант                           | 14.09.1920 — 23.11.1960 | [ БС 29 ] [ ГС 97 ] [ НЛ 89 ]   |
| 1264  | Крама́рь Степан Трофимович укр. Крамар Степан Трохимович                          | 26.10.1943            | артиллерия                          | командир орудия 115-го гвардейского армейского истребительно-противотанкового артиллерийского полка 7-й гвардейской армии Степного фронта                                                                                                 | гвардии старший сержант             | 07.01.1920 — 09.01.1945 | [ БС 29 ] [ ГС 98 ] [ НЛ 90 ]   |
| 1265  | Крамчани́нов Иван Петрович                                                        | 24.03.1945            | пехота                              | командир роты 8-й мотострелковой бригады 9-го танкового корпуса 33-й армии 1-го Белорусского фронта | старший лейтенант                   | 03.03.1922 — 18.01.1990 | [ БС 29 ] [ ГС 99 ] [ НЛ 91 ]   |
| 1266  | Крапи́ва Никита Андреевич укр. Кропива Микита Андрійович                          | 05.11.1944            | авиация                             | заместитель командира эскадрильи 27-го гвардейского авиационного полка 4-го гвардейского авиационного корпуса Авиации дальнего действия                                                                                                   | гвардии майор                       | 10.07.1916 — 13.03.1997 | [ БС 29 ] [ ГС 100 ] [ НЛ 92 ]  |
| 1267  | Крапи́вин Аристарх Иванович                                                       | 24.03.1945            | пехота                              | командир мотострелкового батальона 45-й механизированной бригады 5-го механизированного корпуса 6-й танковой армии 2-го Украинского фронта                                                                                                | гвардии майор                       | 10.10.1909 — 21.09.1992 | [ БС 30 ] [ ГС 101 ] [ НЛ 93 ]  |
| 1268  | Крапи́вин Яков Прохорович                                                         | 29.10.1943            | пехота                              | командир роты 86-го стрелкового полка 180-й стрелковой дивизии 38-й армии Воронежского фронта | лейтенант                           | 14.11.1913 — 21.05.1993 | [ БС 31 ] [ ГС 102 ] [ НЛ 94 ]  |
| 1269  | Крапи́вный Фёдор Андреевич                                                        | 14.09.1945            | авиация                             | командир звена 37-го штурмового авиационного полка 12-й штурмовой авиационной дивизии ВВС Тихоокеанского флота | младший лейтенант                   | 28.07.1916 — 22.07.2000 | [ БС 31 ] [ ГС 103 ] [ НЛ 95 ]  |
| 1270  | Краса́вин Константин Алексеевич                                                   | 15.05.1946            | авиация                             | заместитель командира — инспектор-лётчик по технике пилотирования и теории полётов 150-го гвардейского истребительного авиационного полка 13-й гвардейской истребительной авиационной дивизии 5-й воздушной армии 2-го Украинского фронта | гвардии майор                       | 20.05.1917 — 18.01.1988 | [ БС 31 ] [ ГС 104 ] [ НЛ 96 ]  |
| 1271  | Краса́вин Михаил Васильевич                                                       | 30.10.1943            | инженер                             | командир отделения 61-го отдельного моторизированного понтонно-мостового батальона 14-й инженерной сапёрной бригады 65-й армии Центрального фронта                                                                                        | старший сержант                     | 22.10.1919 — 28.12.1992 | [ БС 31 ] [ ГС 105 ] [ НЛ 97 ]  |
| 1272  | Кра́сий Семён Афанасьевич укр. Красій Семен Опанасович                            | 13.11.1943            | инженер                             | сапёр 180-го отдельного сапёрного батальона 167-й стрелковой дивизии 38-й армии Воронежского фронта | красноармеец                        | 10.09.1926 — 11.02.2002 | [ БС 32 ] [ ГС 106 ] [ НЛ 98 ]  |
| 1273  | Кра́сиков Александр Васильевич                                                    | 15.01.1944            | кавалерия                           | начальник штаба 62-го гвардейского кавалерийского полка 16-й гвардейской кавалерийской дивизии 7-го гвардейского кавалерийского корпуса 61-й армии Центрального фронта                                                                    | гвардии капитан                     | 21.08.1907 — 08.12.1943 | [ БС 33 ] [ ГС 107 ] [ НЛ 99 ]  |
| 1274  | Кра́сиков Иван Петрович                                                           | 22.02.1944            | артиллерия                          | командир миномётного расчёта 956-го стрелкового полка 299-й стрелковой дивизии 53-й армии Степного фронта | младший сержант                     | 12.03.1919 — 12.04.1944 | [ БС 33 ] [ ГС 108 ] [ НЛ 100 ] |
| 1275  | Кра́сиков Николай Максимович                                                      | 24.04.1944            | танкист                             | командир танка 48-го гвардейского отдельного тяжёлого танкового полка 5-го гвардейского танкового корпуса 38-й армии 1-го Украинского фронта                                                                                              | гвардии лейтенант                   | 12.04.1924 — 11.11.1943 | [ БС 33 ] [ ГС 109 ] [ НЛ 101 ] |
| 1276  | Краси́лов Александр Семёнович                                                     | 21.02.1944            | пехота                              | стрелок 299-го стрелкового полка 225-й стрелковой дивизии 52-й армии Волховского фронта | красноармеец                        | 1902 — 29.01.1942       | [ БС 33 ] [ ГС 110 ] [ НЛ 102 ] |
| 1277  | Краси́лов Алексей Павлович                                                        | 15.05.1946            | авиация                             | командир эскадрильи 235-го штурмового авиационного полка 264-й штурмовой авиационной дивизии 5-го штурмового авиационного корпуса 5-й воздушной армии 2-го Украинского фронта                                                             | капитан                             | 15.03.1921 — 26.09.1996 | [ БС 33 ] [ ГС 111 ] [ НЛ 103 ] |
| 1278  | Краси́льников Алексей Иванович                                                    | 04.06.1944            | пехота                              | пулемётчик 156-го гвардейского стрелкового полка 51-й гвардейской стрелковой дивизии 6-й гвардейской армии 2-го Прибалтийского фронта | гвардии старший сержант             | 01.04.1903 — 21.12.1943 | [ БС 33 ] [ ГС 112 ] [ НЛ 104 ] |
| 1279  | Краси́льников Геннадий Иванович                                                   | 17.10.1943            | пехота                              | стрелок 241-го гвардейского стрелкового полка 75-й гвардейской стрелковой дивизии 60-й армии Центрального фронта | гвардии красноармеец                | 06.10.1925 — 23.09.1943 | [ БС 33 ] [ ГС 113 ] [ НЛ 105 ] |
| 1280  | Краси́льников Иван Павлович                                                       | 30.10.1943            | пехота                              | пулемётчик 685-го стрелкового полка 193-й стрелковой дивизии 65-й армии Центрального фронта | красноармеец                        | 15.06.1910 — 13.01.1968 | [ БС 34 ] [ ГС 114 ] [ НЛ 106 ] |
| 1281  | Краси́льников Николай Петрович                                                    | 22.07.1944            | пехота                              | командир взвода 938-го стрелкового полка 306-й стрелковой дивизии 43-й армии 1-го Прибалтийского фронта | младший лейтенант                   | 27.07.1901 — 08.07.1944 | [ БС 35 ] [ ГС 115 ] [ НЛ 107 ] |
| 1282  | Кра́сник Иван Михайлович бел. Краснік Іван Міхайлавіч                             | 31.05.1945            | артиллерия                          | командир 360-го гвардейского тяжёлого самоходного артиллерийского полка 33-й армии 1-го Белорусского фронта | гвардии подполковник                | 30.07.1906 — 08.02.1957 | [ БС 35 ] [ ГС 116 ] [ НЛ 108 ] |
| 1283  | Кра́сник Иван Яковлевич укр. Красник Іван Якович                                  | 25.09.1944            | артиллерия                          | наводчик орудия 220-го гвардейского истребительно-противотанкового артиллерийского полка РГК в составе 48-й армии 1-го Белорусского фронта                                                                                                | гвардии сержант                     | 20.01.1897 — 27.07.1944 | [ БС 35 ] [ ГС 117 ] [ НЛ 109 ] |
| 1284  | Красно́в Анатолий Андреевич                                                       | 21.03.1940            | пехота                              | командир батальона 68-го стрелкового полка 70-й стрелковой дивизии 7-й армии Северо-Западного фронта | лейтенант                           | 18.06.1906 — 19.08.1967 | ——                              |

| Навигационная таблица | Навигационная таблица                |
| --------------------- | ------------------------------------ |
| «К»                   | Кабак Николай — Калинин Николай      |
| «К»                   | Калинин Степан — Кармацкий Владимир  |
| «К»                   | Кармацкий Тимофей — Кживонь Анеля    |
| «К»                   | Киба Григорий — Клевцов Сергей       |
| «К»                   | Клейбус Фёдор — Коваленко Сергей     |
| «К»                   | Коваленко Юрий — Колдубов Михаил     |
| «К»                   | Колдунов Александр — Компанеец Фёдор |
| «К»                   | Компаниец Алексей — Копытин Михаил   |
| «К»                   | Копытов Михаил — Корчагин Лев        |
| «К»                   | Корчак Иосиф — Котов Николай         |
| «К»                   | Котов Сергей — Краснов Анатолий      |
| «К»                   | Краснов Виктор — Крюков Василий      |
| «К»                   | Крюков Владимир — Кузнецов Николай   |
| «К»                   | Кузнецов Павел — Кунавин Григорий    |
| «К»                   | Кунгурцев Евгений — Кянжин Пантелей  |